# Teratosaurus suevicus

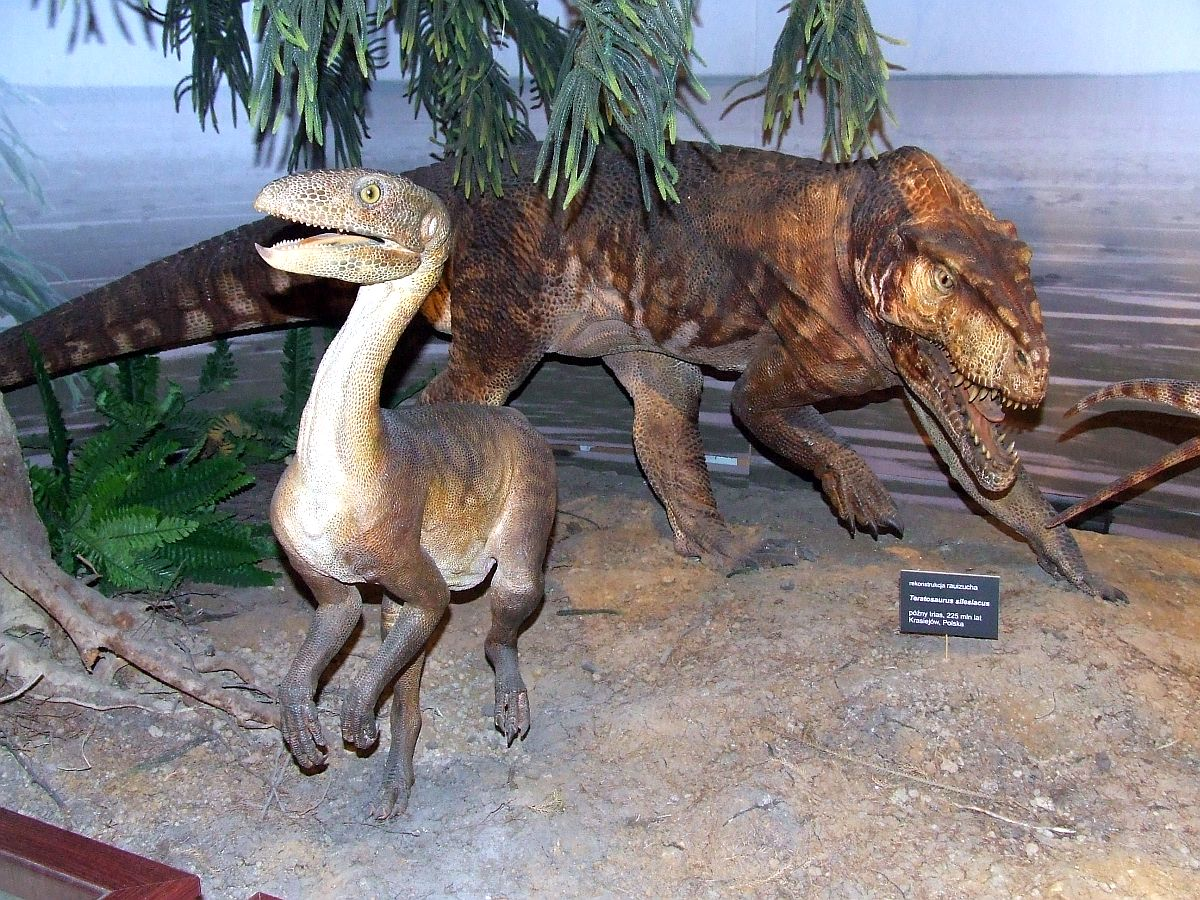
Ricostruzione museale di un Teratosaurus nell'atto di inseguire un Silesaurus

Il teratosauro (Teratosaurus suevicus) è un rettile estinto, appartenente agli arcosauri rauisuchi. Visse nel Triassico superiore (circa 215 milioni di anni fa). I suoi resti sono stati ritrovati in Germania.

## Un predatore misterioso
Conosciuto a partire da resti fossili molto frammentari (principalmente denti e mascelle) fin dall' ‘800, questo animale in passato è stato spesso confuso con vari dinosauri erbivori (ad esempio Plateosaurus) e fino a pochi decenni fa era considerato uno dei più antichi dinosauri carnivori. L'origine di queste incertezze risiede ovviamente nella scarsità dei resti fossili rinvenuti, ma anche nel fatto che il cranio del teratosauro era molto simile a quello di dinosauri predatori come Allosaurus e Tyrannosaurus. I denti erano compressi lateralmente e avevano margini seghettati, e di fronte all'orbita era presente una “finestra”, destinata probabilmente a ospitare le inserzioni dei muscoli mascellari come nei dinosauri teropodi.

## Bipede o quadrupede?

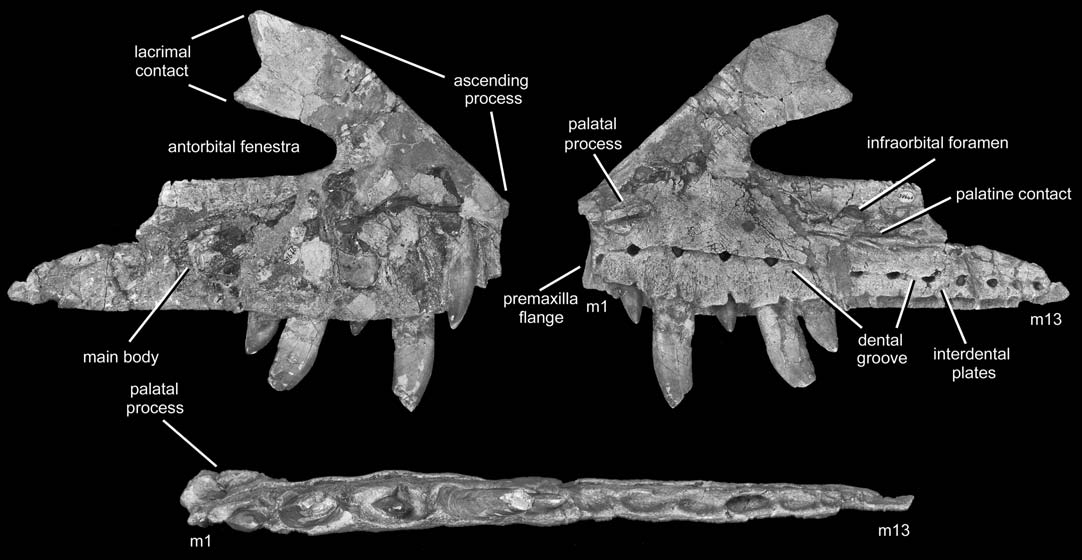
Mascella di Teratosaurus suevicus

Spesso questo predatore, il cui nome significa “lucertola spaventosa”, era ricostruito come un cacciatore bipede dalla lunga coda, ma questa ricostruzione, oltre che puramente ipotetica, si è dimostrata del tutto sbagliata: la scoperta di fossili completi di animali simili (ad esempio Postosuchus) ha permesso di capire che il teratosauro era in realtà un appartenente ai rauisuchi (Rauisuchia), un gruppo di rettili arcosauri primitivi tipici del Triassico, che svolsero il ruolo di superpedatori prima della comparsa dei grandi dinosauri carnivori. Il corpo di questi animali era generalmente lungo e basso, l'andatura era quadrupede e il cranio era robusto.
Oltre alla specie tipo, T. suevicus della Germania, è stata descritta nel 2005 un'altra specie, T. silesiacus, sulla base di resti provenienti dalla Polonia. Successivamente questa specie è stata ridescritta in un genere a parte, Polonosuchus. Si pensa che il teratosauro possa essere collegato alla famiglia dei poposauridi (Poposauridae), anche se alcuni paleontologi lo hanno avvicinato alla famiglia dei rauisuchidi (Rauisuchidae).